# Експлікація (виставка)
Експлікація (лат. explicate — пояснення) — документ, який знайомить глядачів при вході на виставку з її концепцією або інформує про художника.
У практиці художніх музеїв і виставок під експлікацією розуміється короткий текст, за обсягом зазвичай не перевищує однієї сторінки, який знайомить глядачів з характером експозиції в залі, зі змістом, іконографією, історією виставлених творів, з біографією та творчим доробком представленого художника. В сучасних музеях максимально стислий текст експлікації часто з'єднується з етікетажем.